# Andreas Sanimuínaĸ
Andreas Sanimuínaĸ [ænˈdreːæs sanimuˈinːɑq] (nach neuer Rechtschreibung Andreas Sanimuinnaq; * 1942) ist ein grönländischer Politiker.

## Leben
Andreas Sanimuínaĸ ist gelernter Malermeister aus Ittoqqortoormiit. Er gilt auch als talentierter Trommeltänzer.
Er kandidierte erstmals bei der Landesratswahl 1971 und erhielt einen Platz in Grønlands Landsråd. Bei der Landesratswahl 1975 trat er nicht zur Wiederwahl an. Bei der Parlamentswahl 1979 kandidierte er für die Atassut, wurde aber nicht gewählt. Auch 1983 wurde er nicht gewählt. Bei der Wahl 1984 konnte er das Kreismandat erlangen und saß für eine Legislaturperiode im Inatsisartut. Jedoch konnte er die Wahl 1987 nicht gewinnen und schied wieder aus dem Parlament aus. 1991 und 1995 kandidierte er ebenfalls erfolglos. Anschließend wechselte er zur Siumut, für die er ohne Erfolg bei der Parlamentswahl 1999 antrat. Bei der Kommunalwahl 2005, Parlamentswahl 2005, Kommunalwahl 2008, Parlamentswahl 2009, Kommunalwahl 2013, Parlamentswahl 2014 und Kommunalwahl 2017 scheiterte er ebenfalls und erhielt kaum noch Stimmen.